# Abinadi
Abinadi je nefitským prorokem v Knize Mormonově, americkém náboženském díle. Panují pochyby o tom, zda se jedná o historickou osobu. Zemřel jako mučedník upálením.

## Jméno
Abinadiho jméno podle mormonských badatelů pochází z hebrejského základu. Abi znamená "můj otec" a nadi zase "je s tebou" nebo "je ti přítomen". Není jasné, zda byl Abinadi skutečným nositelem tohoto jména, nebo zda mu bylo přiřazeno pozdější tradicí, jelikož význam tohoto jména se dotýká zvěsti, kterou přinesl Limhiho lidu během vlády zlovolných kněží a krále Noého.

## Život
Abinadi je prorok z lidu Nefitů, kterému Pán přikázal prorokovat proti zlovolnému královi Noémovi. Vystupuje v Knize Mosiáš. Nejdůležitější pasáže o Abinadovi jsou pravděpodobne kapitoly 12-16 v Mosiášovi, kde učil zlovolné kněze krále Noéma o zákonu Mojžíšovu a o Kristu. Nakonec byl na příkaz krále Noého upálen zaživa, ale před svou smrtí prorokoval tentýž konec i tyranskému králi.

## Paralely s králem Benjamínem
Abinadiho proslov na dvoře krále Noého má podle mormonských badatelů podobné rysy jako proslov krále Benjamína. Může to souviset se strukturou / autorstvím Knihy Mosiáš a jejím literárním zaměřením. Mezi společná témata obou kázání patří:
1. Sám Bůh sestoupí mezi lidi (Benjamínova verze v Mosiášovi 3:5 a Abinadiho verze v Mosiášovi 15:1)
2. Bude konat mocné zázraky (B - Mosiáš 3:5; A - Mosiáš 15:6)
3. Bude pokoušen (B - Mosiáš 3:7; A: Mosiáš 15:5)
4. Bude nazýván Ježíš Kristus, Syn Boží (B - Mosiáš 3:7+8; A - Mosiáš 15:2+21)
5. Je Otcem nebes i země - "Stvořitelem světa" (B - Mosiáš 3:8; A - Mosiáš 15:4)
6. Přinese spásu (B - Mosiáš 3:9; A - Mosiáš 15:1)
7. Bude proboden a ukřižován (B - Mosiáš 3:9; A - Mosiáš 15:8)